# André Forcier
Pour les articles homonymes, voir Forcier.
André Forcier (né Marc-André Forcier le 19 juillet 1947 à Montréal) est un réalisateur et scénariste québécois. 

## Biographie
En 1966, il écrit et réalise son premier court-métrage, Chroniques labradoriennes. Cinq ans plus tard, il est récompensé pour le film Bar Salon, recevant un prix à Sorrente des mains de nul autre que Vittorio De Sica, à peine deux semaines avant la mort de ce dernier.
À l'âge de 35 ans, en 1983, il signe le film Au claire de la lune, avec Michel Côté et Guy L'Écuyer.
Au tournant des années 90, il enregistre sa compagnie, Les films du Paria, au Registre des entreprises du Québec. C'est toutefois en 2004 qu'il signe son premier long-métrage avec cette compagnie, Acapulco Gold. Depuis, tout ses films ont été produits sous cette bannière.
Au fil des années, il est surnommé par plusieurs « l'enfant terrible » du cinéma québécois, ou encore le « Fellini du Québec»,,,,.

## Œuvre
Son œuvre, que plusieurs rattachent au réalisme magique sud-américain à cause ses éléments de fantaisie qu'elle contient, est pourtant fortement ancrée dans la réalité du Québec,.
En fait, on y verra plus justement un des seuls liens existant actuellement entre la culture orale du Québec populaire et le cinéma québécois. Contrairement à Pierre Perrault, qui observe les manières, la façon, les paroles d'un Québec fier, indépendant et profondément rural pour les anoblir, Forcier accepte la « bâtardisation » nord-américaine de sa société, tout en soulignant la vivacité de l'imagination populaire.
Comme précisé par Robert Daudelin, qui commente La communauté indomptable d'André Forcier de Marie-Claude Loiselle, «un des grands mérites de l'essai est de situer l'œuvre dans le « mouvement d'affirmation nationale associé à la Révolution tranquille » et de souligner sa parenté avec le travail des écrivains des années 1960, Miron, Aquin et surtout Ferron (celui des contes, notamment) dont l'entreprise s'apparente à celle de Forcier, par ses thèmes, mais surtout par son travail sur la langue parlée (« réinventée afin de lui donner un surcroît de densité en regard du monde dont elle est issue », chez Forcier) et la culture populaire.»

## Vie privée
Il partage sa vie avec Linda Pinet, qu'il a rencontrée à l'Office national du film au début des années 80.

## Récompenses et distinctions
Forcier obtient le prix André-Guérin en 1990 et le prix Albert-Tessier en 2003. 
Il est l'un des lauréats du Prix du gouverneur général du Canada en 2010, aux côtés du peintre Claude Tousignant et du photographe Gabor Szilasi. 
En 2018, il reçoit le prix Iris-Hommage lors du Gala Québec Cinéma, peu de temps après avoir célébré ses cinquante ans de carrière. Six ans plus tard, il devient compagnon de l'Ordre des arts et des lettres du Québec.

## Filmographie
- 1967 : Chroniques labradoriennes (court métrage)
- 1971 : Le Retour de l'Immaculée Conception
- 1974 : Night cap (moyen métrage)
- 1974 : Bar Salon
- 1976 : L'Eau chaude, l'eau frette
- 1983 : Au clair de la lune
- 1988 : Kalamazoo
- 1990 : Une histoire inventée
- 1994 : Le Vent du Wyoming
- 1997 : La Comtesse de Bâton Rouge
- 2004 : Acapulco Gold
- 2005 : Les États-Unis d'Albert
- 2009 : Je me souviens
- 2011 : Coteau rouge
- 2016 : Embrasse-moi comme tu m'aimes
- 2019 : Les Fleurs oubliées
- 2024 : Ababouiné
- 2025 : Ville Jacques-Carton (co-réalisé avec Jean-Marc E. Roy)